# Fabryka Słów
Fabryka Słów sp. z o.o. – polskie wydawnictwo literackie, wydające głównie książki fantastyczne oraz zbiory felietonów politycznych. W czerwcu 2009 roku wydawnictwo przejęło czasopismo „Science Fiction”. Po zmianie właściciela redaktorem naczelnym magazynu (obecnie już nieistniejącego) został Rafał Dębski. 
W Warszawie działa oddział oficyny, ulokowany przy ulicy Chmielnej 28b, 4 piętro.

## Publikacje
Pierwsza książką wydaną przez Fabrykę Słów były Kroniki Jakuba Wędrowycza autorstwa Andrzeja Pilipiuka. Oprócz tego Fabryka Słów wydaje książki m.in.  Eugeniusza Dębskiego, Rafała Dębskiego, Michała Gołkowskiego, Jarosława Grzędowicza, Jacka Komudy, Mai Lidii Kossakowskiej, Magdaleny Kozak, Jacka Piekary, Andrzeja Ziemiańskiego i Rafała Ziemkiewicza, a także pisarzy obcojęzycznych takich jak Peter V. Brett, Brian McClellan, Angus Watson, Jack Campbell, R. F. Kuang, Patricia Briggs, Ilona Andrews, Roman Kulikow czy Miroslav Žamboch.

## Czytam do ostatniej kropli krwi
Z okazji promocji książki Wampir z KC Andrzeja Pilipiuka wydawnictwo zorganizowało konkurs, w którym do wygrania był egzemplarz dowolnej książki. Aby wziąć w nim udział należało oddać krew w terminie od 4 do 18 kwietnia 2018 roku i na wskazany adres e-mail wysłać potwierdzenia dotyczące tego. Akcja została nazwana Czytam do ostatniej kropli krwi.

## Serie wydawnicze Fabryki Słów
- Antologie
- Asy Polskiej Fantastyki
- Bestsellery Polskiej Fantastyki
- Obca Krew
- Fabryczna Zona